# چگونه بی یار باشیم
«چگونه بی یار باشیم» (به انگلیسی: How to Be Lonely) ترانه‌ای از خوانندهٔ بریتانیایی ریتا اورا می‌باشد که به عنوان تک‌آهنگ از سوی آتلانتیک رکوردز انگلیس در ۱۳ مارس سال ۲۰۲۰ منتشر گردید.